# Oncogénétique
L’oncogénétique (onco- relatif au cancer et -génétique relatif à l’hérédité) est une branche de la génétique médicale qui étudie la prédisposition génétique au cancer. En effet, certains cancers sont liés à des mutations génétiques pouvant se transmettre dans les familles de génération en génération.
Les principaux objectifs de cette discipline sont :
- d’identifier les porteurs de mutation à risque de développer un cancer au sein d’une famille
- mettre en place une surveillance spécifique et régulière
- parfois d’envisager des mesures préventives pouvant aller jusqu’à la chirurgie.

L’oncogénétique ne doit pas être confondus avec la génétique somatique des cancers aussi appelée pathologie moléculaire qui vise à rechercher des mutations spécifiques dans un but diagnostique, pronostique ou/et théranostique.

## Organisation de l’oncogénétique en France
En France, l’oncogénétique repose sur un réseau structuré de consultations spécialisées réparties sur l’ensemble du territoire. Ce réseau vise à garantir l’égalité d’accès aux soins pour les personnes à risque de prédisposition héréditaire au cancer, tout en assurant la diffusion de bonnes pratiques médicales et scientifiques.
Les consultations sont organisées selon deux niveaux :
·       environ 80 consultations dites principales, localisées majoritairement dans les centres hospitaliers universitaires (CHU) ou dans les centres de lutte contre le cancer (CLCC) ;
·       environ 65 consultations dites avancées, qui se tiennent dans des hôpitaux de proximité, assurées par des professionnels issus des consultations principales lors de permanences délocalisées.
Les premières structures dédiées à l’oncogénétique ont été créées en 1988. À partir de 1991, un réseau national s’est progressivement constitué afin de coordonner leur fonctionnement et d’en garantir l’accessibilité sur l’ensemble du territoire. Ce réseau, dénommé Groupe Génétique et Cancer (GGC) et sous l’égide d’Unicancer, a pour mission d’élaborer les référentiels de bonnes pratiques, aussi bien pour les consultations cliniques que pour les laboratoires réalisant les analyses génétiques.
À ce jour, 26 laboratoires d’analyse moléculaire sont impliqués dans la réalisation des tests prescrits à l’issue des consultations. Ils prennent en charge l’ensemble des examens génétiques constitutionnels dans le champ de l’oncologie. 
Dans le cadre du plan France Médecine Génomique 2025, deux plateformes nationales de séquençage à très haut débit ont été mises en place : SeqOIA (Île-de-France) et AURAGEN (Auvergne-Rhône-Alpes). Ces structures ont vocation à permettre l’analyse exhaustive du génome constitutionnel, et, le cas échéant, du génome tumoral. Elles complètent les missions des laboratoires du GGC, qui conservent un rôle central dans la filière oncogénétique.

## Principaux syndromes de prédispositions aux cancers
- Syndrome héréditaire de prédisposition au cancer du sein et de l'ovaire (lié notamment aux gènes BRCA1, BRCA2, PALB2, RAD51C ou RAD51D)
- Syndrome de Lynch (lié notamment aux gènes MLH1, MSH2, MSH6 et PMS2)
- Polyposes familiales (liés notamment aux gènes APC, MUTYH, POLE ou POLD1)
- Mélanome héréditaire (lié notamment au gène CDKN2A)
- Cancer gastrique héréditaire (lié notamment au gène CDH1)
- Certaines Néoplasie Endocrinienne Multiple (lié aux gènes MEN1 ou RET…)
- Syndrome de Li-Fraumeni (lié au gène TP53)
- Syndrome de Cowden (lié au gène PTEN)
- Syndrome de Gorlin (lié notamment au gène PTCH1)